# Château Visconti
Cet article concerne le château lombard. Pour le château homonyme dans le canton du Tessin, voir Château Visconti (Locarno).
Le château Visconti (Castello Visconteo en italien) est un château situé à Pavie, en Italie et une des forteresses les plus importantes d'Italie. Les Visconti voulaient également concevoir un parc de chasse grandiose (le parc Visconti), qui s'étendait à l'origine sur une dizaine de kilomètres, jusqu'à la chartreuse de Pavie ; aujourd'hui, une partie du territoire du parc est toujours présente, mais n'est plus reliée au château, et s'appelle Parco della Vernavola. Le château abrite aujourd'hui les musées civiques de Pavie.

## Histoire
Le château est construit par le seigneur de Milan Galéas II Visconti en 1360, après sa conquête de Pavie. L'architecte crédité est Bernardo da Venezia. En 1360, après avoir démoli les maisons et les églises qui se trouvaient dans la zone choisie pour le château, le chantier commença. Les travaux qui a également conçu l'église Carmine à Pavie, se sont déroulés rapidement, également parce que Galéas  II a ordonné à ses sujets d'envoyer des ouvriers et des ouvriers, à titre d'exemple la communauté de Novare a dû envoyer des maçons, tandis que le les habitants de Plaisance ont été contraints de creuser le fossé. En seulement 5 ans, la construction fut achevée, à tel point qu'en 1366, le seigneur écrivit aux Gonzague pour leur demander d'envoyer des peintres pour peindre les fresques du château. Le château sert de résidence principale à la famille Visconti tandis que la capitale politique de l'État reste Milan.

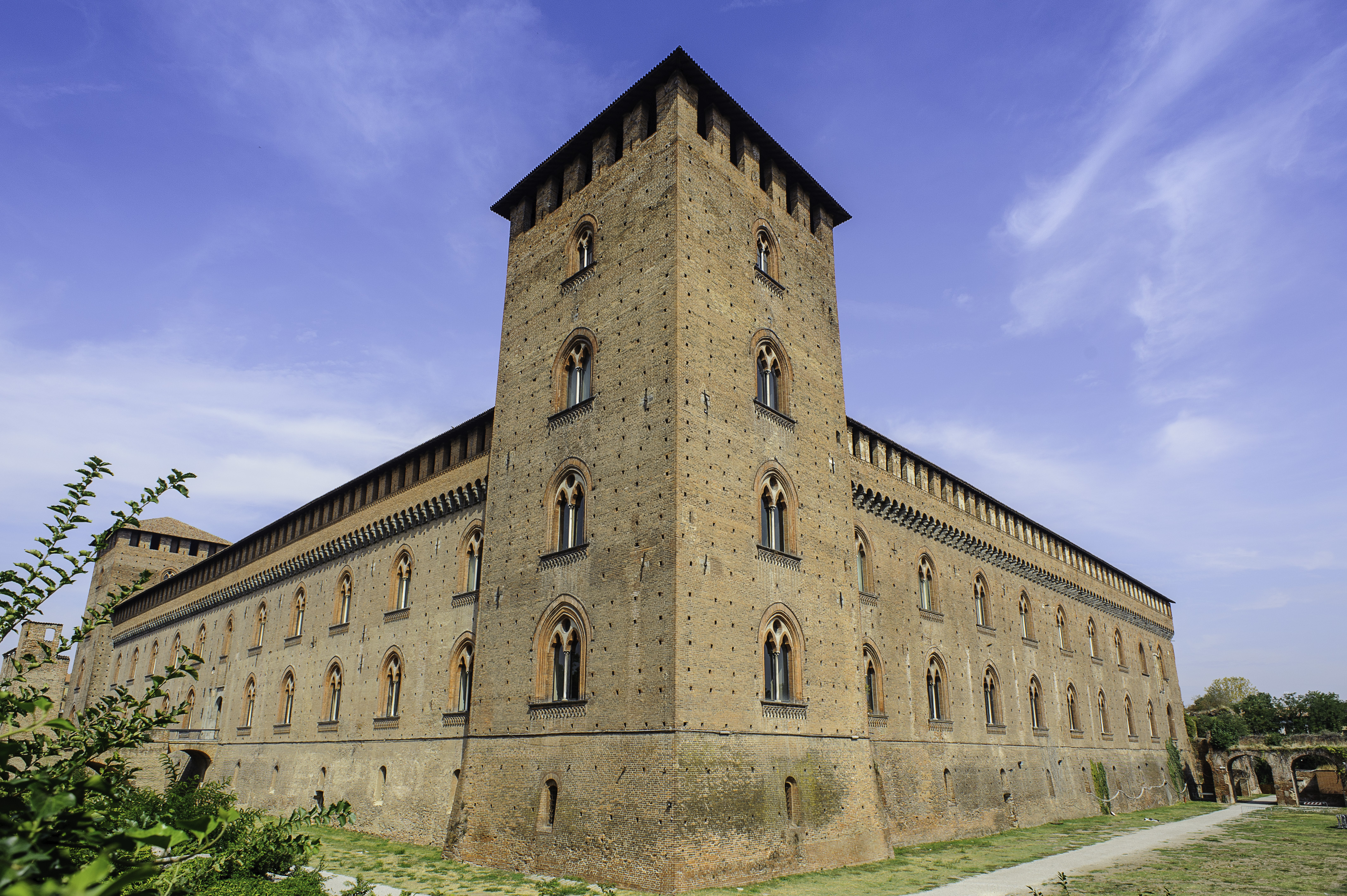
Le château

Résidence préférée du duc qui le tient de ses ancêtres maternels, Galeazzo Maria, s'attachant à fonder sa légitimité, loin de Milan qui lui inspire une certaine méfiance, le fait décorer selon le goût aristocratique de scènes de chasse et d'autres loisirs de cour. Le château abrite la bibliothèque des Visconti que Galéas II Visconti enrichit tout au long de son règne.
Le château fut le siège de la cour de Galéas II Visconti, de Jean Galéas Visconti et, jusqu’en 1413, de Philippe Marie Visconti. En 1368, Violante Visconti épousa le fils du roi Édouard III d’Angleterre, Lionel d'Anvers (à cette occasion, le château accueillit également Geoffrey Chaucer, alors à la suite du prince anglais), en 1377 Violante y célébra son second mariage avec Otton III de Montferrat, en 1380 Jean Galéas Visconti épousa Catherine Visconti, En 1399, les noces entre Lucia Visconti et Frédéric IV de Thuringe sont célébrées. L’importance du château était telle que, en 1400, Jean Galéas voulut y accueillir l’empereur d’Orient Manuel II Paléologue, qui donna à Jean Galéas deux des trois épines de la couronne du Christ maintenant conservées dans la cathédrale de Pavie.

Le grand parc Visconti qui reliait le château à la chartreuse de Pavie.

Au nord du château s'ouvrait le grand parc Visconteo, commencé par Galéas II et terminé par son fils Jean Galéas, une vaste zone, entourée de murs et de tours, qui incorporait non seulement l'ancienne voie romaine qui reliait Pavie à Milan, mais aussi un tronçon de la Vernavola et destiné aux chasses du seigneur. A l'intérieur du parc, qui avec Jean Galéas atteignit l'extension de 22 km², il y avait le château de Mirabello, siège du capitaine du parc, des bois (principalement des chênes, des ormes et des châtaigniers) des zones agricoles et était peuplé d'une faune très riche, qui encore à l'époque des Sforza comptait plus de 5 000 chevreuils, daims et cerfs rouges, quelques ours et des espèces exotiques, comme les autruches. Pour compléter le complexe, en 1396, Jean Galéas fonda la chartreuse à l'extrémité nord du parc, qui dans les intentions du premier duc de Milan devait devenir le panthéon de la dynastie et où il fut enterré.
Après 1413, la cour ducale revient à Milan, mais très souvent les seigneurs de Milan retournent à Pavie pour les chasses, pour recevoir les ambassadeurs et les invités de rang et dans le château de Pavie reste la bibliothèque ducale, les archives, la collection de reliques (en 1499 transféré dans la cathédrale de Pavie) et l’armurerie. En 1449 naît dans le château Filippo Maria Sforza, fils cadet de Francesco Sforza et Blanche Marie Visconti. Durant ces années, sous la tutelle de nombreux précepteurs et courtisans, tous les huit fils de Francesco Sforza et Blanche Marie Visconti ont donné dans le château, y compris Galéas Marie Sforza et Ludovic Sforza, qui y a séjourné jusqu’en  1464.
Avec Galéas Marie Sforza, devenu duc de Milan en 1466, le château de Pavie devint la résidence principale du seigneur et le siège de sa cour, si bien que Galéas Marie Sforza, désireux de souligner une continuité avec ses ancêtres Galéas II Visconti et Jean Galéas Visconti, séjourne plus souvent et plus longtemps dans le château de Pavie que celui de Milan.

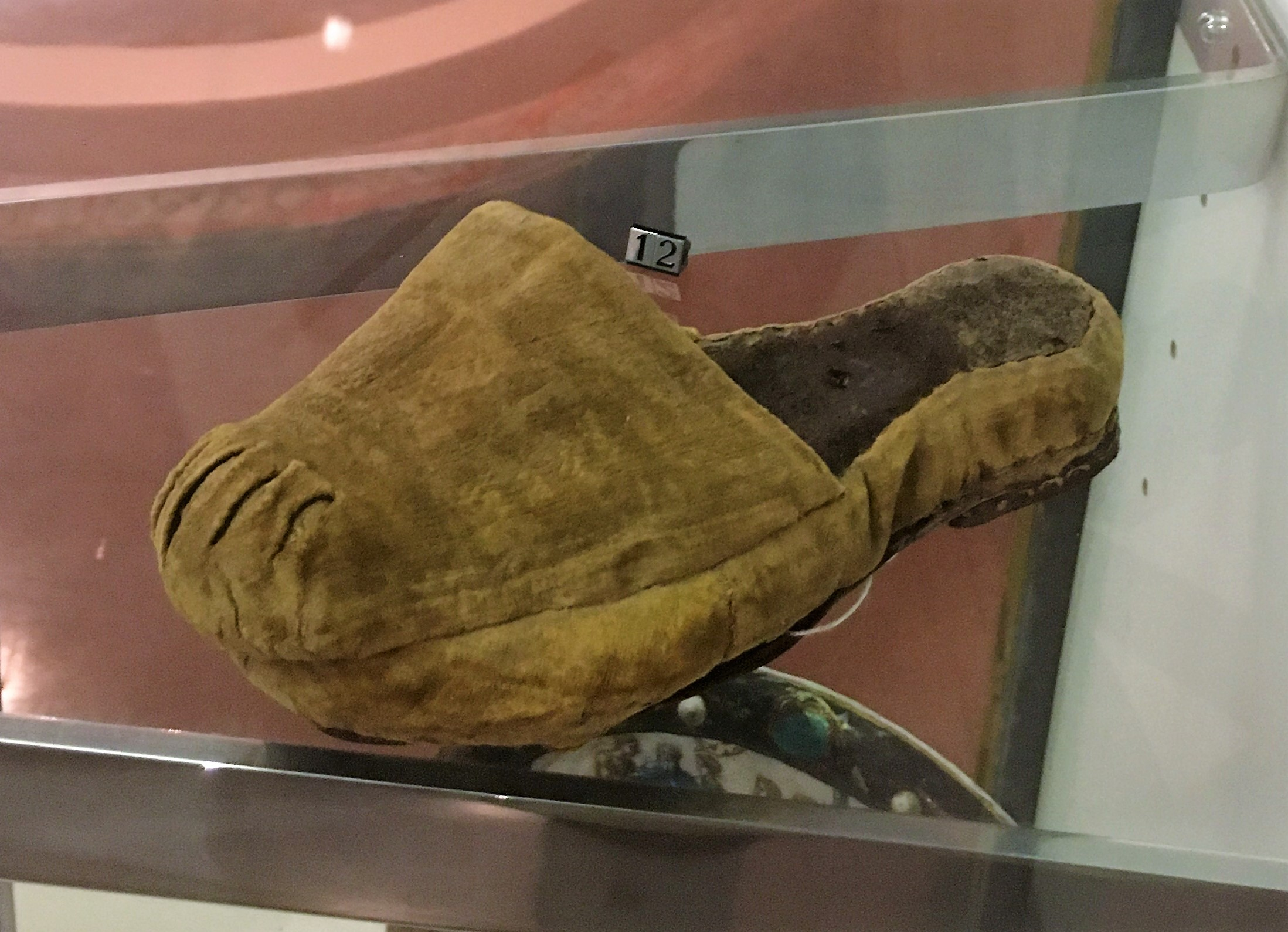
Pantoufle de femme en velours, trouvée dans le château lors des restaurations de 1955, seconde moitié du XVe siècle, musées civiques de Pavie

Une campagne de décoration s'étend de 1468 à 1471, motivée d'abord par le mariage de Galéas Marie Sforza avec Bonne de Savoie à l'été 1468. Il conserve et fait restaurer les anciennes fresques datant de l'époque des Visconti et crée un nouveau décor pour accueillir son épouse et ses futurs enfants. Dans un premier temps, le peintre de cour Bonifacio Bembo est chargé en 1469 de visiter le château pièce par pièce pour faire l'état des peintures. Il propose au couple ducal un programme iconographique qui englobe les fresques des Visconti et de nouvelles scènes de la vie de cour.

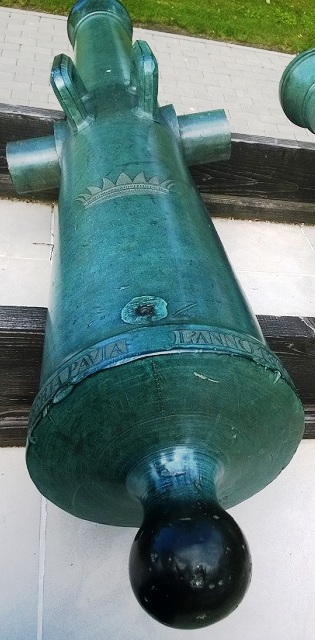
Moscou, Kremlin, canon d'artillerie en bronze du royaume d'Italie, coulé à Pavie dans la fonderie du château et capturé par l'armée russe en 1812.

Le 17 janvier 1491, dans la chapelle ducale du château, Ludovico il Moro épouse Béatrice d'Este, fille d'Hercule Ier d'Este, duc de Ferrare. La même année, Ludovico il Moro fit transférer  Jean Galéas Sforza et son épouse Isabelle de Naples au château de Pavie, qui vécurent ici jusqu'en 1495, année de la mort présumée de Jean Galéas Sforza, et où ils créèrent une brillante cour. Le grand parc et le jardin du château, qui étaient loués, furent ensuite donnés par Ludovic à sa femme Béatrice d'Este, qui en bénéficia jusqu'à sa mort.
Au nord du château s'étendait un grand parc où s'est déroulée la bataille de Pavie en 1525. Lors du siège de Pavie en 1527, l'artillerie française détruisit la partie nord du château. Le château continua d'être la résidence des châtelains et le général espagnol Antonio de Leyva plaça sa résidence dans la partie orientale du bâtiment, où il rédigea son testament en 1535. Entre 1536 et 1537, le château fut habité par la jeune veuve de François II Sforza, Christine de Danemark, qui fit restaurer certaines pièces de la demeure. L'empereur Charles Quint séjourna occasionnellement dans le château en 1541 et son fils Philippe II en 1548 et en 1551. Cependant, par la suite, le château servit de caserne et le resta jusque dans les années 1920. Entre les XVIe et  XVIIe siècles, une fonderie est créée à l'intérieur du château pour fabriquer des canons, une de ces pièces de feu est conservée à Lisbonne et remonte à 1572. Lors de la révolte de Pavie de 1796, la petite garnison française de la ville qu'il enferma lui-même à l'intérieur du château, qui a été assiégé et pris par les émeutiers. À l'époque napoléonienne, la fonderie fut rouverte et agrandie et le château devint l'arsenal d'artillerie du royaume d'Italie, fonction qu'il conserva jusqu'en 1814, date à laquelle la fonderie fut définitivement fermée. Le château de Pavie a été acheté par la municipalité de Pavie, restauré dans les années 1920 et 1930 et, à partir de la seconde période d'après-guerre, il est devenu le siège des musées civiques.
Le folkloriste Désiré Monnier, qui effectue un voyage en Italie en 1845, représente façade extérieure du château Visconti dans son neuvième carnet de dessins.

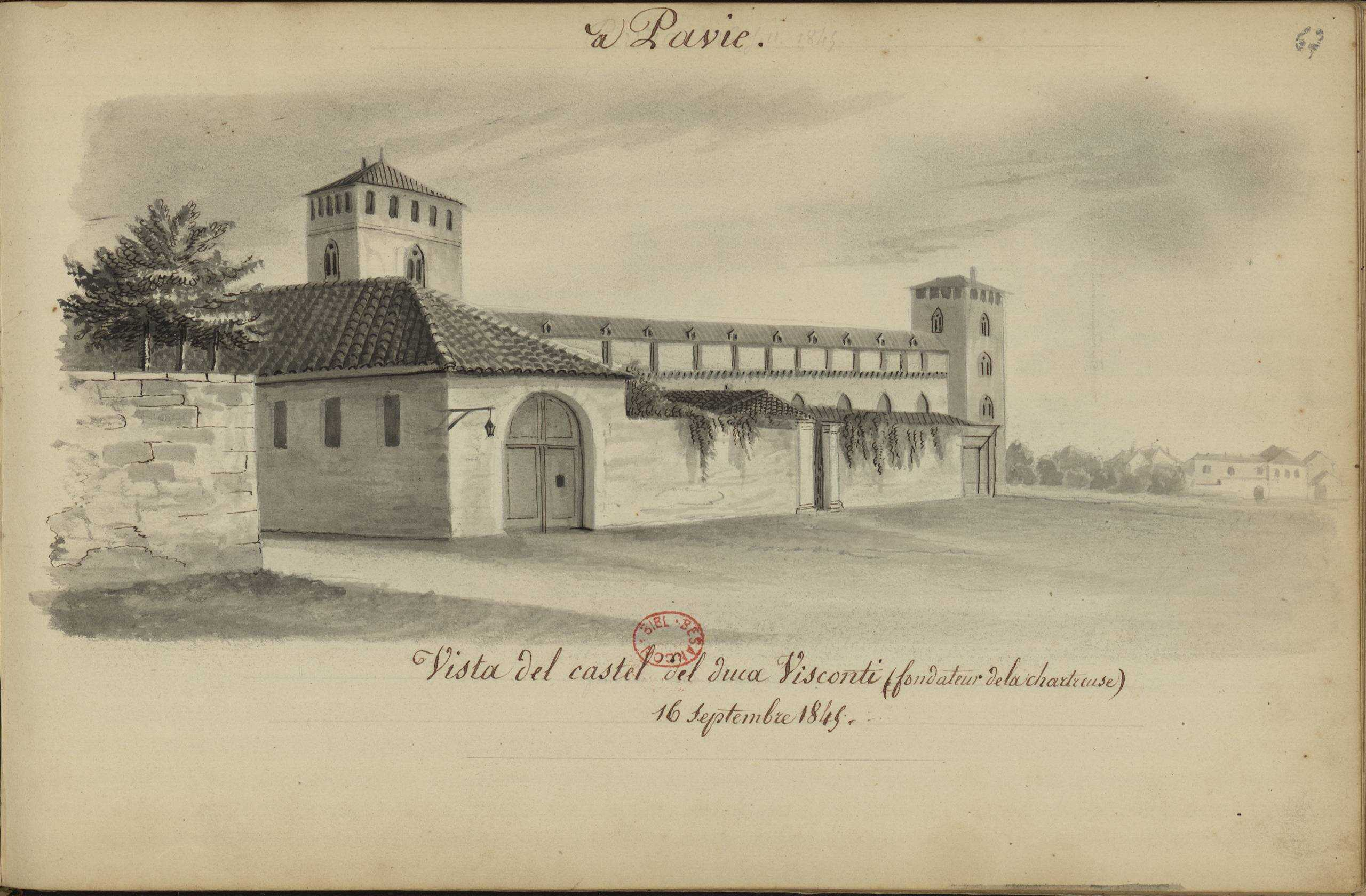
L'extérieur du château dessin en 1845 par Désiré Monnier.

## Les façades et la cour intérieure
Comme beaucoup d'autres châteaux Visconti, celui de Pavie a un plan carré (150 mètres de côté) avec des tours d'angle carrées et une subdivision des bâtiments en travées carrées.

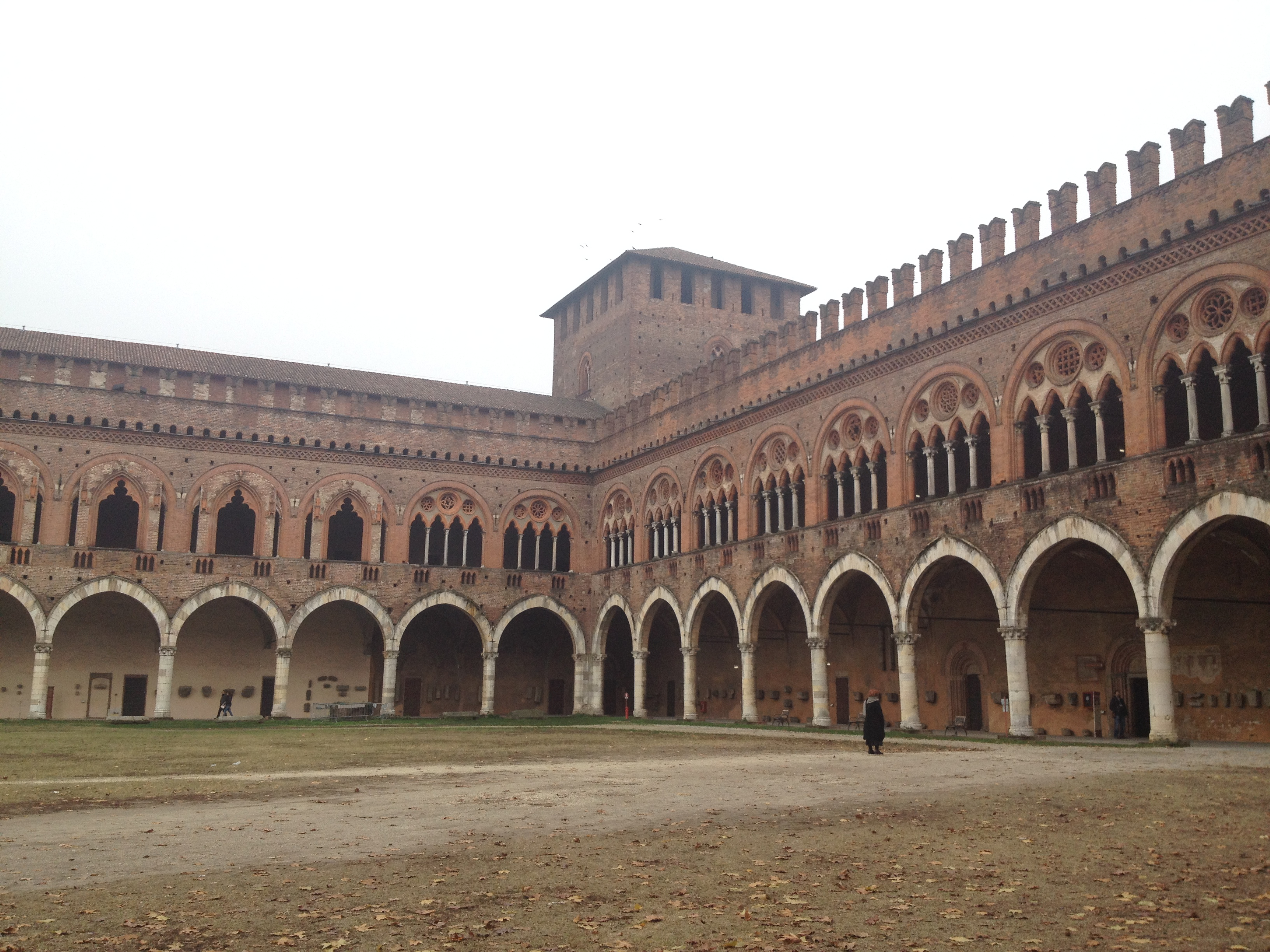
La cour intérieure

 Malheureusement, comme nous l'avons dit, la partie nord du château a été détruite par l'artillerie française lors du siège de 1527, et à sa place se trouve maintenant une section du mur du bastion construit par les Espagnols au milieu du XVIe siècle. Le château est défendu par un fossé profond, autrefois inondé, et trois des entrées d'origine sont conservées, équipées à l'origine de ravelins munis de ponts-levis, notamment celle qui fait face à la ville présente une dalle représentant l'Annonciation dans l'embrasure de la porte.

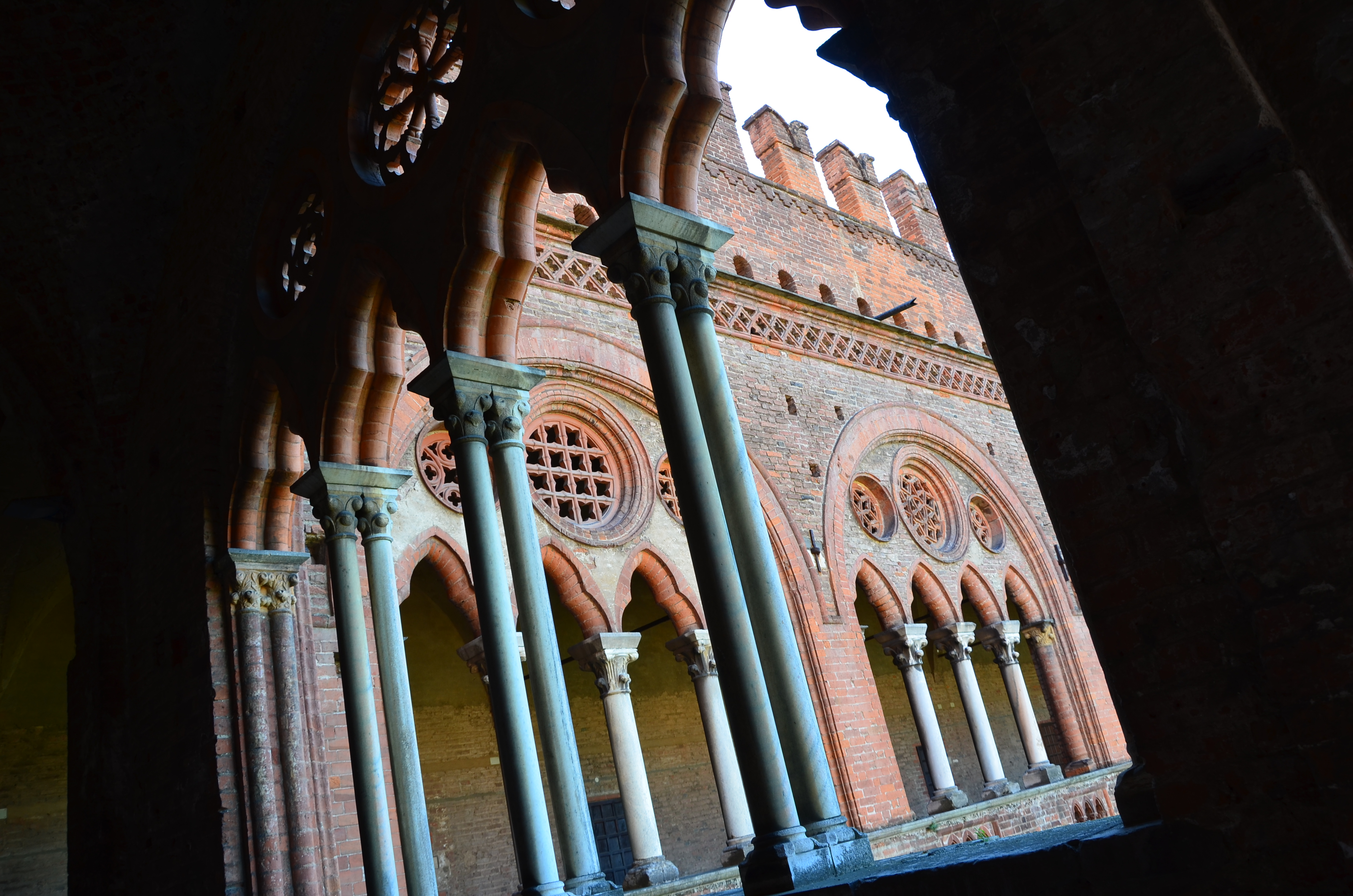
La loggia

 Extérieurement, le bâtiment se caractérise par une grande uniformité, influencée par l'architecture militaire. Les trois façades subsistantes sont caractérisées par une profonde base escarpée, au-dessus de laquelle se trouve un mur-rideau en briques compactes, couronné par des merlons soutenus par des corbeaux en granit. Les façades sont raffinées, comme dans une habitation, par d'élégantes fenêtres à meneaux pointus ornées de viroles radiales. À l'intérieur, le château possède un grand portique à arcs en ogive, s'ouvrant sur la cour carrée, soutenu par de puissantes colonnes en pierre d'Angera et d'Ornavasso au rez-de-chaussée avec des chapiteaux à crochet des maestri campionesi. Dans le portique, il y a des traces de la première décoration de boussole et de ciel étoilé dans les voûtes, commandée par Galéas II pour tout le château en 1366 et avec l'appel, à travers la cour des Gonzague, de tous les peintres disponibles à Mantoue. 

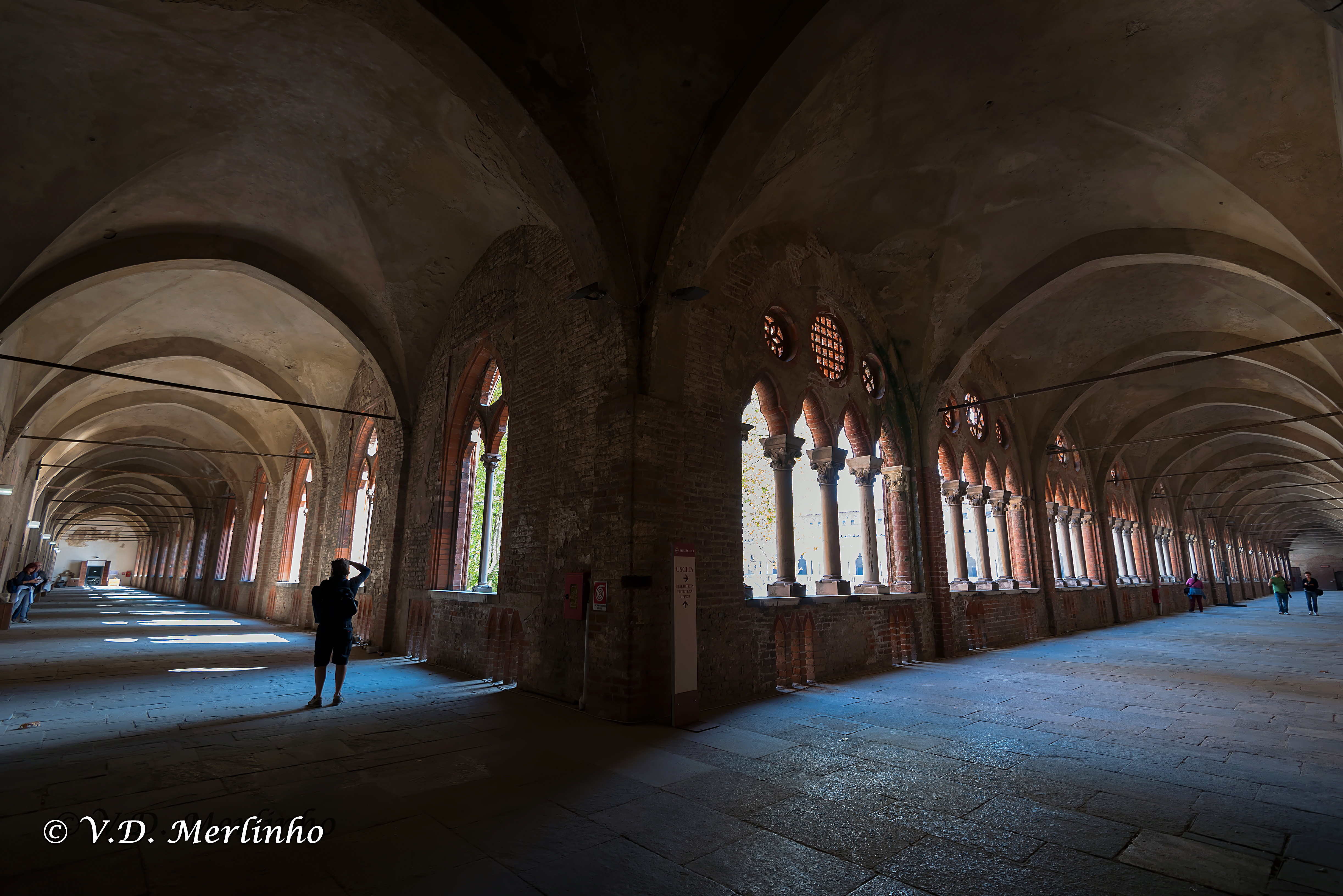
La loggia

La peinture géométrique, cependant, devait également laisser place aux scènes figuratives sur les murs. Les restes de fresques, représentant la Vue de Pavie (aile sud, troisième travée) et chevaliers (aile ouest, sixième et huitième travées) datant de la septième décennie du XIVe siècle et récemment attribuée à un cycle narratif dédié aux exploits guerriers de Galéas II appartenait probablement à Giusto de 'Menabuoi. Certaines portes ouvrant sur le portique conservent encore l'inscription en caractères gothiques qui identifiait l'entrée des pièces servant de bureaux, dont celle destinée à la comptabilité de la duchesse Cathrine Visconti. Les arcades servaient également d'abri pour les armes, comme la grande bombarde dite "Galeazesca" mentionnée en 1476. Au premier étage, il y a une loggia formée, du côté sud, par de grandes fenêtres à quatre lumières avec des arcs trilobés et des rosaces ajourées avec des dessins en étoile ou géométriques, tandis que du côté est les fenêtres à quatre lumières ont été remplacées par Jean Galéas avec fenêtres à un seul lobe et à l'ouest, avec des fenêtres à meneaux dans la première moitié du XVe siècle. 

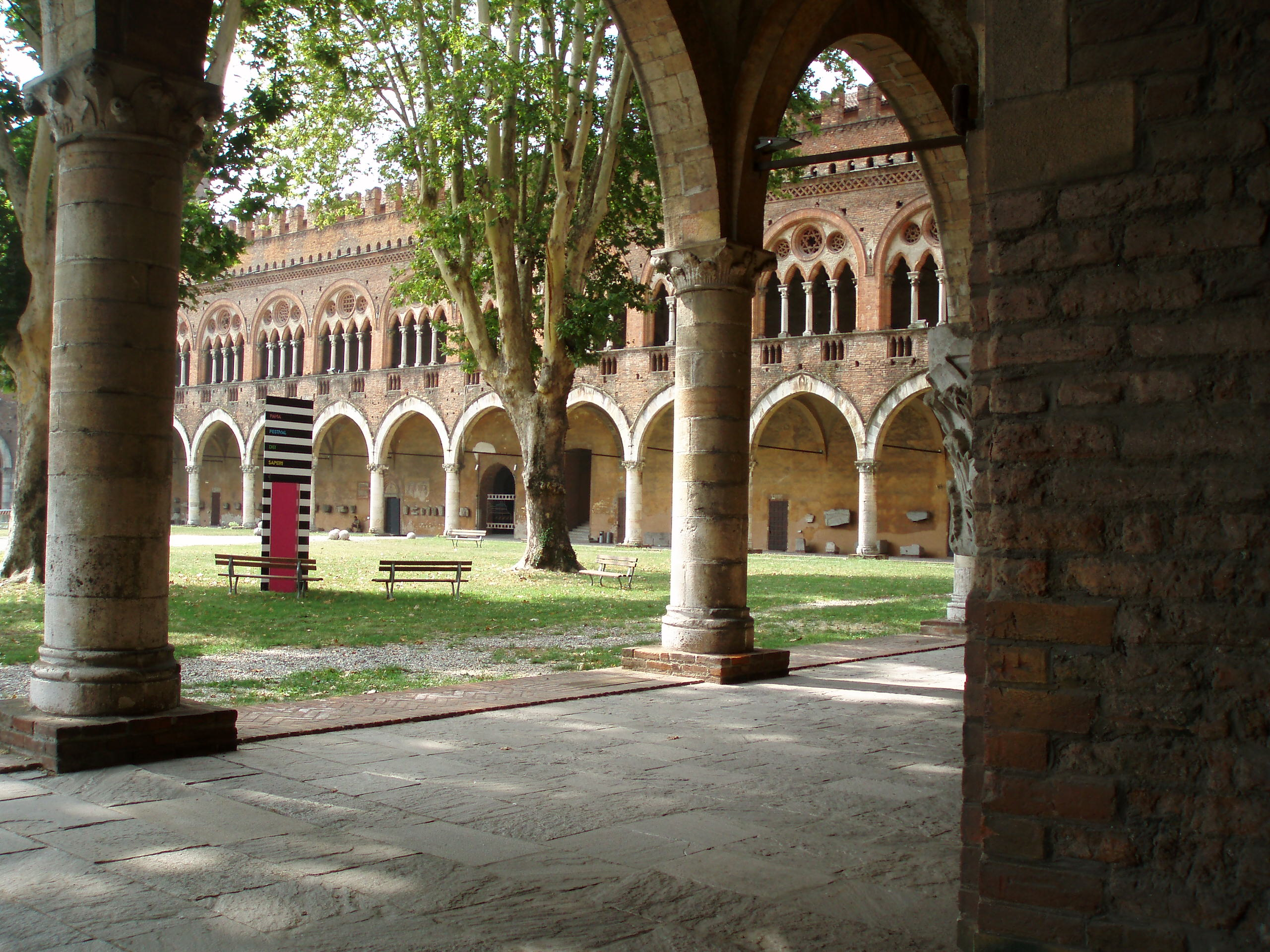
La Cour

La loggia a permis la convivialité de l'environnement même pendant la mauvaise saison.

## Les chambres du rez-de-chaussée

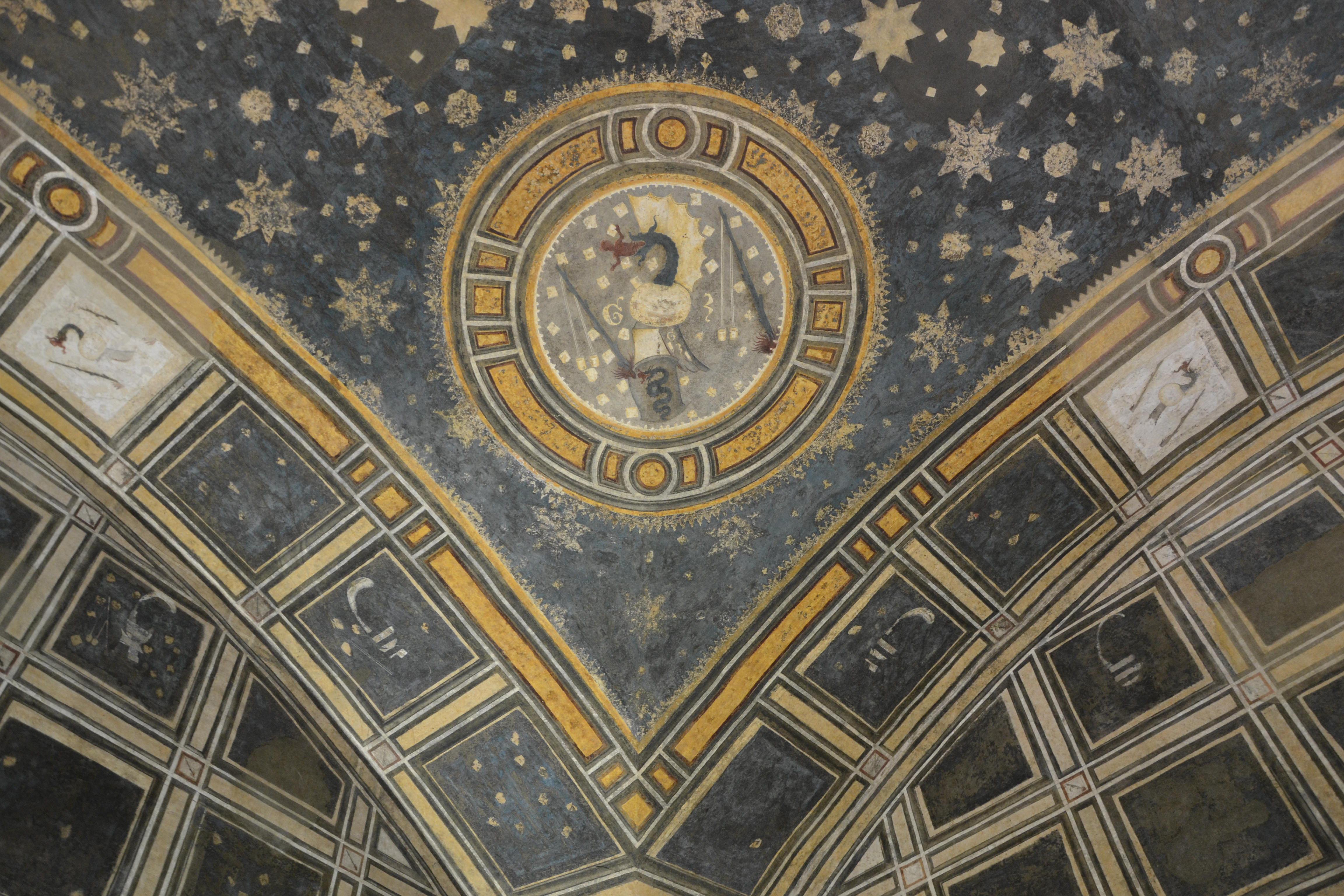
Détail des fresques de la salle bleue

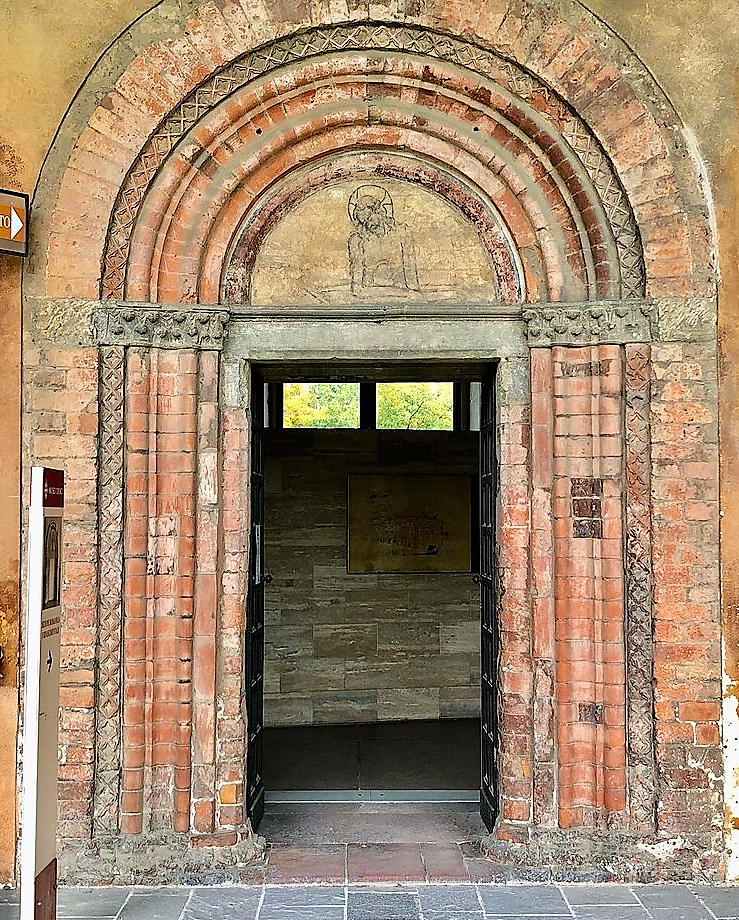
La porte de la chapelle avec une fresque de Michelino da Besozzo

Au rez-de-chaussée de la tour sud-ouest (salle II du musée archéologique) se trouve la « chambre bleue », fruit des interventions picturales de 1469, particulièrement somptueuse par la préciosité des techniques et des matériaux utilisés. Le décor est composé de carrés aux cadres en relief et dorés, qui divisent les murs, toujours en relief et recouverts de feuilles d'or sont les motifs héraldiques (lys de France et emblèmes des Sforza) et les étoiles, sur des fonds alternativement bleus et verts. Au rez-de-chaussée, immédiatement à droite de l'entrée sud, se trouve la chapelle, avec un plan rectangulaire et des voûtes croisées, sur le portail de la chapelle il y a une sinopia représentant la Pietà, de Michelino da Besozzo, tandis qu'à l'intérieur il y a fresques, comme la Géométrie ou Le Christ bénissant, d'Andrea da Bologne. Toujours dans la chapelle, les deux saints Étienne et Léonard, peints dans les carrés, face à face, sur les piliers de l'arc qui divise la pièce en deux travées, ont été exécutés ultérieurement, mais dans le dernier quart des Trois cent, et sont l'œuvre d'un maître lombard. Au rez-de-chaussée également se trouve la "salle des colombes" (salle XII du musée archéologique) où sur un fond rougeâtre et au-dessus d'un socle à rayures en zigzag, l'entreprise Visconti de la colombine alterne avec la devise "à bon droit", adoptée de Jean Galéas et celle de la montagne avec les trois pommes de pin et la devise « mit Zeit », ces fresques aussi, comme celles de la « chambre bleue », remontent aux interventions de 1469.

## Lepiano nobile
Le premier étage, le piano nobile, comprend des pièces destinées à l'administration et aux services de la cour, des salles de réception, la bibliothèque et les appartements ducaux.

### Salles de réception

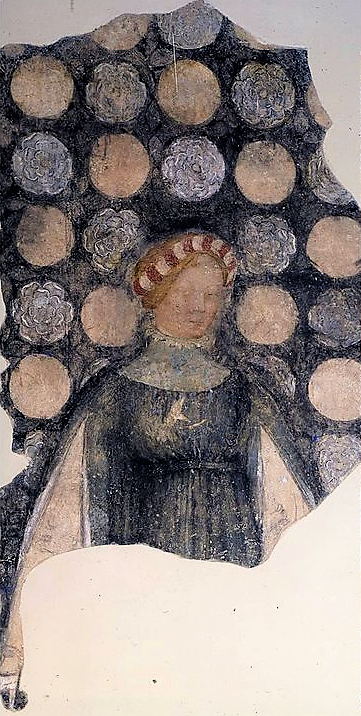
Gentile da Fabriano, Demoiselle, 1393

Un premier groupe de fresques se trouve dans le grand hall ouvert par douze fenêtres sur le jardin et qui donne accès à de nombreuses pièces, sans doute accessibles à un large public. Le peintre y représente d'abord le duc tenant une audience dans la chancellerie. Le duc et la duchesse sont figurés plus loin en pied et à cheval avec Pietro da Birago, membre d'une vieille famille milanaise et fauconnier du duc. Galeazzo Maria tient son faucon au poing et s'apprête à partir à la chasse. Dans une petite antichambre attenante, une troisième fresque lui fait suite qui représente une chasse au daim. Cette pièce mène à une suite de pièces connues sous le nom de salle des léopards et salle des singes qui sont ornées de fresques de l'époque des Visconti. Elles forment avec la salle des roses et la salle des damoiselles, un appartement utilisé par la famille ducale et les visiteurs de marque. Le roi du Danemark est ainsi accueilli dans la salle des léopards lors de son séjour à Pavie en mai 1474. Dans la salle des damoiselles il y a deux fresques représentant des femmes grandeur nature devant une haie de roses datant des interventions picturales promues par Jean Galéas en 1393 et récemment attribuées à Gentile da Fabriano, qui travaillait à Pavie dans ces années-là.
La scène suivante, mentionnée par Bembo, située dans une loggia à l'entrée des appartements privés, doit représenter les pages et le responsable des écuries, Spagnolo, tenant par les rênes les chevaux du duc. Des membres de la cour qui n'ont pas le droit d'entrer sans permission dans les appartements privés, sont figurés dans la loggia suivante. Dans celle qui suit et qui précède la grande salle peinte de scènes de chasse, sont figurés tous les officiers. La grande salle a été détruite lors de la bataille de Pavie en 1527.

### Appartements privés

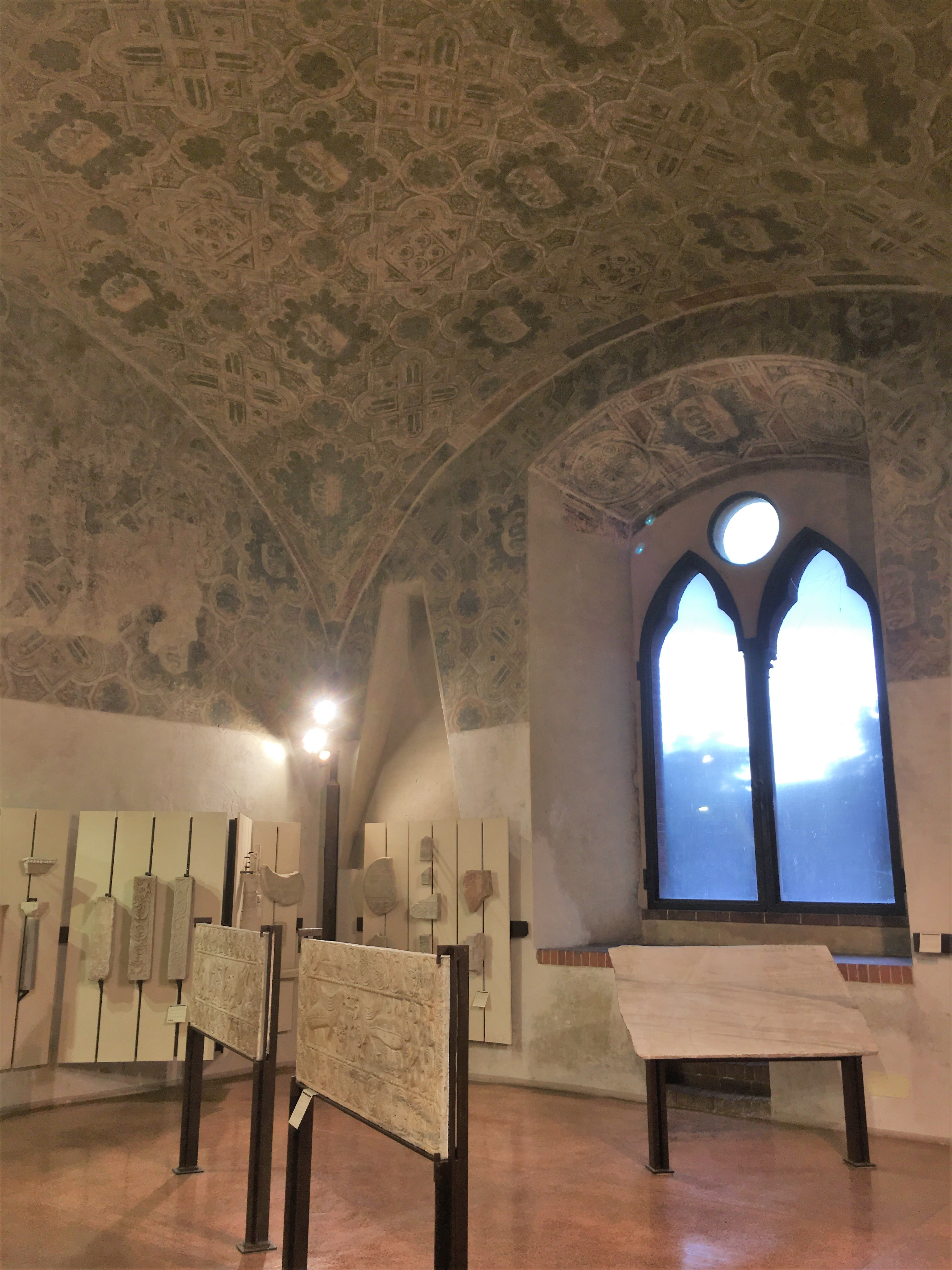
Une des salles intérieures

L'iconographie des pièces des appartements privés évoque leur usage. Seuls quelques courtisans sont admis dans ces appartements. Le duc dîne en privé, ses invités ont leur cuisine et leur salle à manger. Le matin, sa chambre à coucher est remplie des courtisans et des pages qui attendent ses ordres pour la journée. Il y réunit aussi son conseil secret. La chambre blanche, située près de la chapelle, est ornée d'une peinture montrant le duc à son lever, habillé par ses valets de chambre. Seuls quelques privilégiés accèdent à cet important rituel de la vie de cour. La plupart des visiteurs ne sont admis que dans la chambre du Seigneur où il est figuré donnant audience en présence de ses frères et du chancelier Cicco Simonetta. Dans la chambre suivante, il fait peindre son portrait et ceux de ses frères et de ses proches, Filippo Maria, Sforza Maria, Ludovico et des membres de la cour. Dans la chambre de la tour, on découvre le duc attablé devant de la vaisselle d'or.

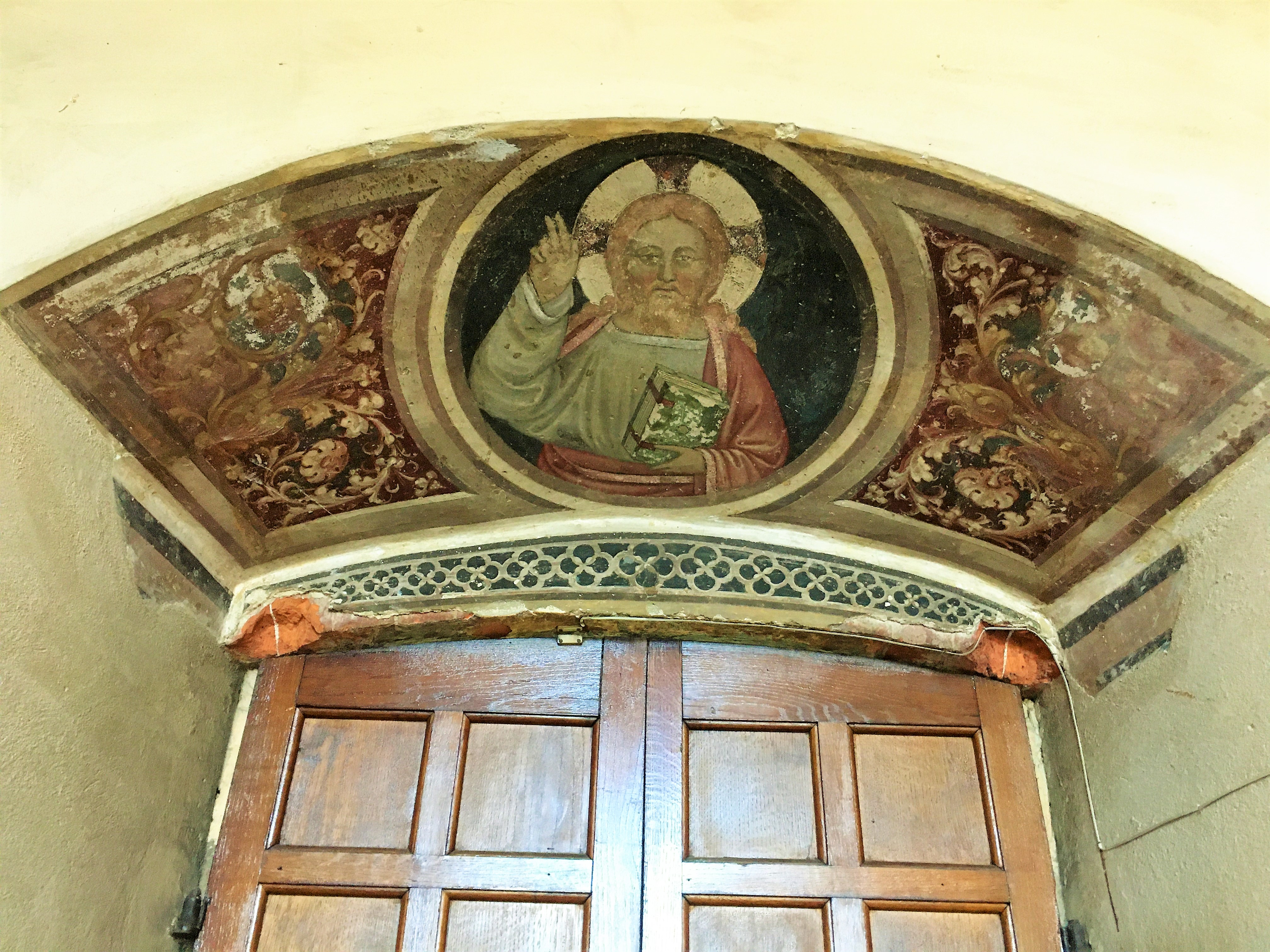
Andrea da Bologna, Christ bénissant

L'appartement de Bonne de Savoie est de l'autre côté de la grande salle. Cette suite n'est pas accessible au public et moins décorée que celle de son époux. Les fresques y dépeignent des scènes de la vie familiale. Un cycle évoque le mariage du duc et de la duchesse depuis le voyage de Bonne de Marseille à Gênes, en passant par le réception à Milan et Pavie jusqu'à sa rencontre avec Galeazzo Maria. Dans une petite salle, la duchesse et des dames de cour sont représentées jouant à la balle et aux tarots, thème pictural fréquent dans les appartements de dames des palais lombards. Une autre fresque montre Bonne attablée avec Octaviano et Elisabetta, les jeunes frère et sœur de son époux, et entourée de secrétaires. Ces peintures ont sans doute été réalisées avant le mariage d'Elisabetta le 16 août 1469 et son départ de la cour de Milan. Dans la chambre de la Tour, une fresque montre le couple ducal avec leur fils nouveau-né et sa nourrice. C'était probablement la chambre nuptiale, peinte d'une scène intimiste et réservée à une audience très limitée.

## La bibliothèque

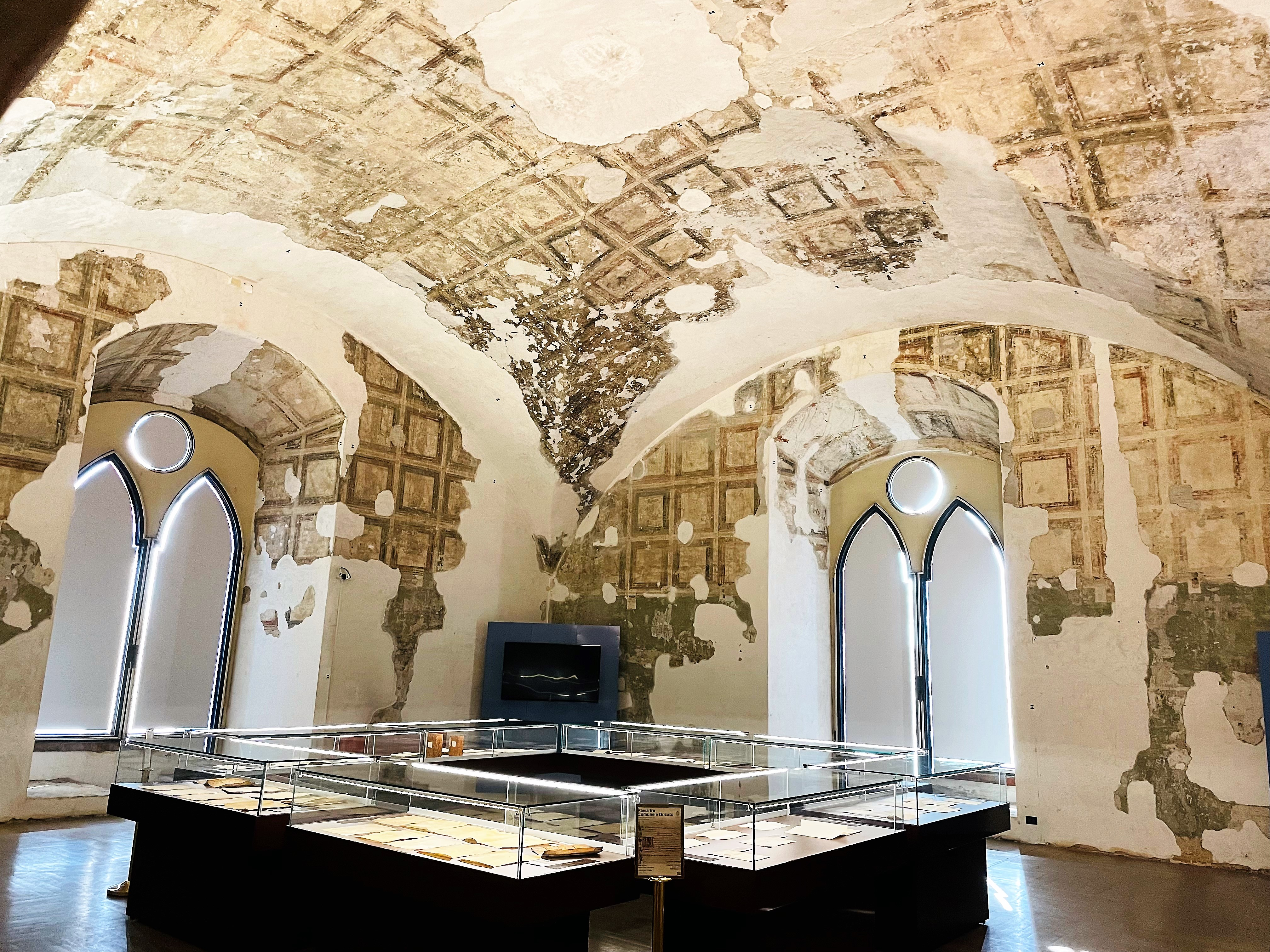
Une des salles de la bibliothèque

Galeas II Visconti installe sa bibliothèque à l'étage supérieur, dans une des grandes tours. La collection, débutée par les Visconti dès leur arrivée au pouvoir, s'enrichit progressivement par des achats, des dons et des prises de guerre. Elle subit quelques pertes après la mort du dernier Visconti, Filippo Maria, et pendant l'épisode de la République ambrosienne (1447-1450). Elle est ensuite rénovée et enrichie par Francesco Sforza qui la confie au châtelain Bolognino de Attendolo. Seul le duc est habilité à prêter des livres aux membres de la famille ducale, à leurs proches, ou encore aux savants comme l'humaniste de cour Pier Candido Decembrio. À partir de 1469, il exige que les imprimeurs qui souhaitent se placer sous son patronage, déposent à Pavie un exemplaire de chaque édition. Les visiteurs de marque sont invités à admirer la collection comme le marquis de Mantoue Ludovic Gonzague en 1456, le roi de Hongrie Matthias Corvin en 1474, ou encore Laurent de Médicis en 1489. En 1490, Ludovic Sforza demande au châtelain Bartolomé Calvo de procéder à une réorganisation complète de la collection.
Les inventaires permettent d'en connaître le contenu. Le plus complet est la consignato librorum de janvier 1426 qui compte 988 manuscrits classiques, des ouvrages de philosophie, d'astronomie, d'histoire, de patristique en latin et de nombreux écrits en français. L'inventaire moins complet de 1459 dénombre des œuvres de poètes et d'humanistes et des ouvrages historiographiques sur les ducs de Milan. Parmi les 824 ouvrages, les manuscrits en latin dominent toujours, suivis par 82 en français, contre 35 en italien. Cette forte présence du français s'explique par les liens entre la cour de Milan et celle de France. Les ouvrages sont surtout des manuscrits luxueusement décorés des armoiries et des devises des ducs Visconti et Sforza. Ils sont dotés de riches reliures. Les imprimés sont moins nombreux. Une grande partie de la collection, au moins 400 manuscrits, est transférée par Louis XII dans son château de Blois après la conquête de Milan.